# Juri Fjodorowitsch Samarin

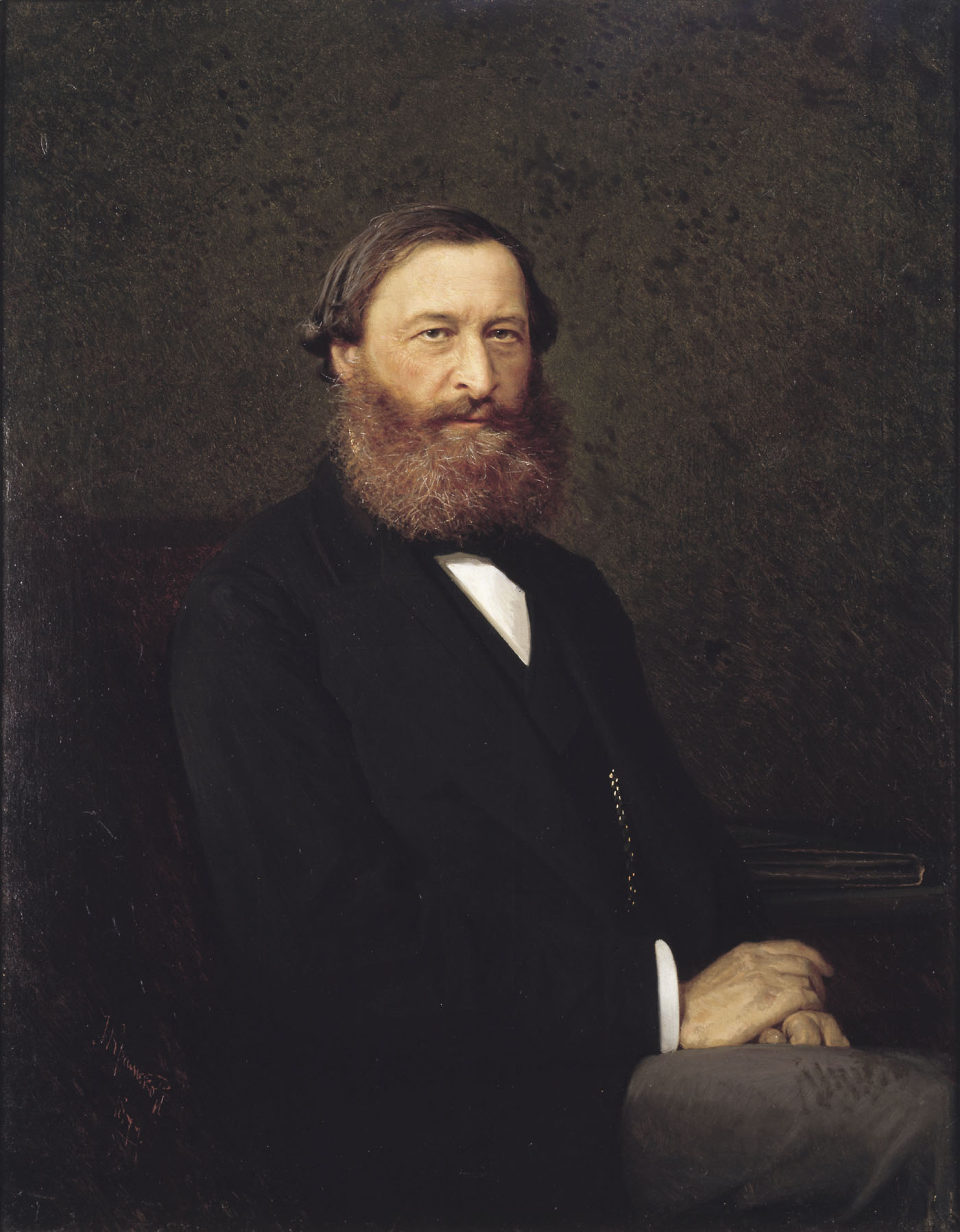
Juri Samarin

Juri Fjodorowitsch Samarin (russisch Юрий Фёдорович Самарин, wiss. Transliteration Jurij Fëdorovič Samarin; geb. 1819 in Sankt Petersburg; gest. 1876 in Berlin) war ein russischer Historiker und Publizist, ein Slawophiler, der als politischer Schriftsteller bekannt geworden ist.

## Leben
Samarin entstammte einer reichen Adelsfamilie in Moskau. Er promovierte 1844 mit einer Arbeit über Stefan Jaworski und Theophan Prokopowitsch, trat in den Staatsdienst ein und wurde 1847 in Riga angestellt, über dessen Geschichte er auf der Grundlage von Archivstudien ein Werk Obschtschestwennoje ustroistwo goroda Rigi (1852) schrieb. Nach aufsehenerregenden Briefen über die bedrohte Religionsfreiheit der Baltendeutschen wurde er nach Simbirsk, dann in das Gouverneursamt in Kiew versetzt.
1853 ließ er sich auf dem Land nieder und studierte die bäuerlichen Verhältnisse so gründlich, dass er 1859 in die Redaktionskommission zur Abschaffung der Leibeigenschaft berufen wurde und 1864 an Nikolai Miljutins Reformarbeit in Polen teilnahm. Er war slawophil veranlagt, aber ein starker Befürworter der westlichen Gesellschaft und der Agrarreform. Seine Gesammelten Schriften wurden von seinem Bruder 1877–1896 in zehn Bänden veröffentlicht.

## Schriften (Auswahl)
- Izbrannye proizvedenija (Ausgewählte Werk des Verfassers)
- Obschtschestwennoje ustroistwo goroda Rigi / Общественное устройство города Риги. Санкт-Петербург, 1852
- Anklage gegen die Ostseeprovinzen Russlands / Juri Samarin ; uebers. aus dem Russischen ; eingeleitet und commentirt von Julius Eckardt. Leipzig, 1869 (Digitalisat)
- Das russisch-baltische Küstenland im gegenwärtigen Ausblick. Münster : Lit, 1996, Reprint der Ausg. Leipzig, 1869 (Online-Teilansicht)
- Окраины России I–VI. Прага, Берлин, 1868–1876 [Außenbezirke Russlands I–VI. Prag, Berlin, 1868-1876]
- Иезуитизм и иезуиты [Jesuitismus und die Jesuiten]. (1912)